# Voormalige speelgebouw
Het voormalige speelgebouw is een rijksmonument in Diergaarde Blijdorp en werd in 1939 gebouwd naar het ontwerp van Sybold van Ravesteyn. Het gebouw is gesitueerd tegen de oostelijke grens van het Diergaarde terrein, ten noorden van de oude hoofdingang. Oorspronkelijk fungeerde het hier als kinderspeelgebouwtje bij een speeltuin naast de hoofdingang. Het terrein van de speeltuin is ingericht als dierenverblijf. Het speelgebouw is wat gevelinvulling betreft op onderdelen gewijzigd.

## Architectuur
Het gebouw is gebouwd op een rechthoekige, iets gebogen grondslag. Het volume is eenlaags en wordt bekroond door een met rode pannen gedekt zadeldak. De constructie bestaat uit een betonnen skelet. De wanden zijn ingevuld met gele verblendsteen tussen de uitstekende betonnen kolommen. De gevels bezitten verschillende soorten openingen met houten kozijnen. De lange gevels zijn daarbij voorzien van een strook bovenlichten onder de dakrand. De (gewijzigde) ingangspartij in de kopse noordgevel is aan weerszijden voorzien van kenmerkende naar binnen toe gebogen wanden en wordt verder gemarkeerd door een uitstekende betonnen latei.

## Waardering
Het Voormalige speelgebouw met dienstwoning is van algemeen belang:
- het object heeft architectuurhistorische waarde vanwege het materiaalgebruik, de toegepaste verhoudingen, de vormgeving en de verzorgde detaillering.
- het object heeft stedenbouwkundige en ensemblewaarde vanwege de historisch-functionele situering aan de oostzijde van het diergaardeterrein en de samenhang met andere complexe onderdelen.[1]

## Afbeeldingen

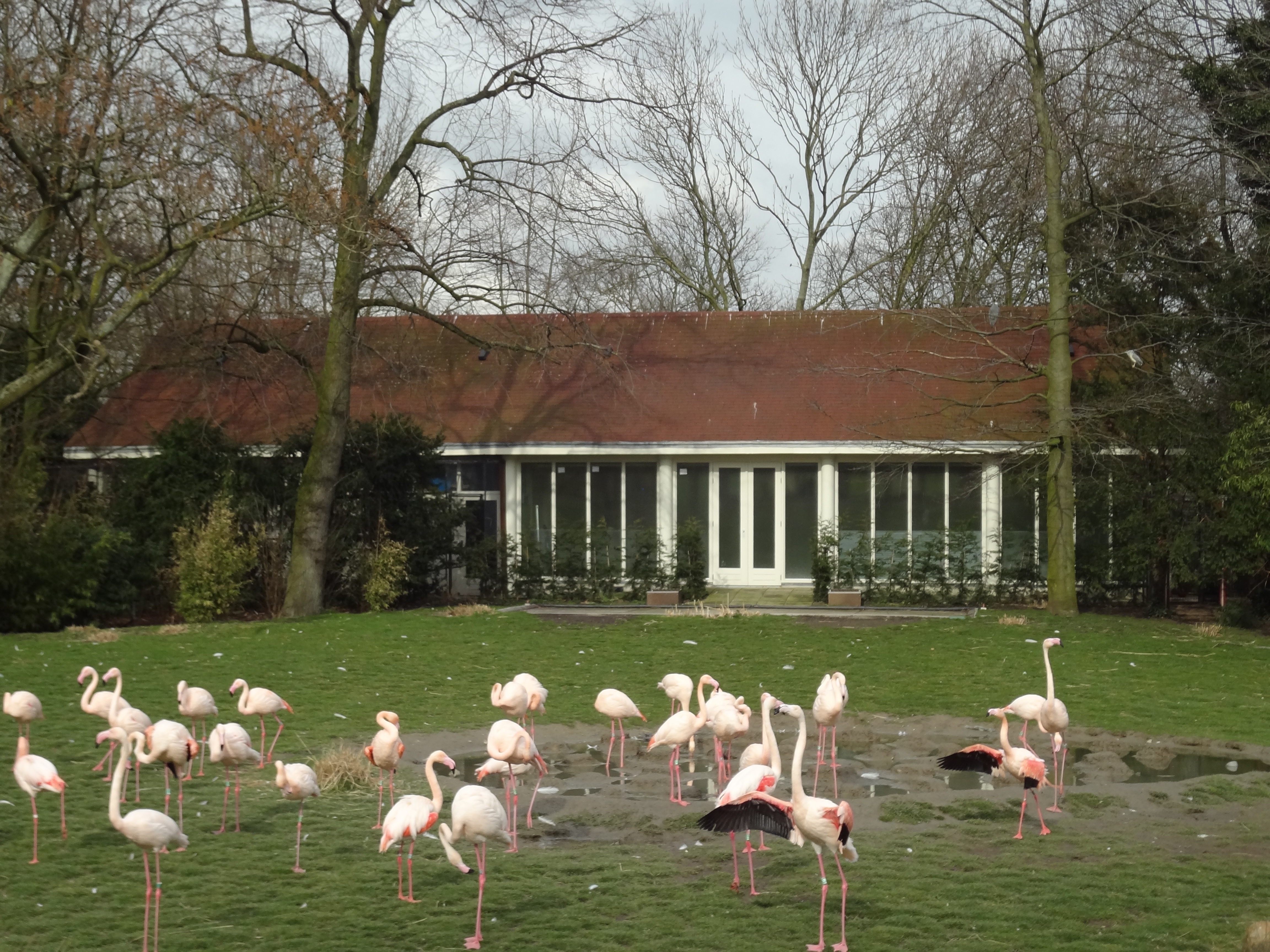
Het gebouw op een zonnige dag
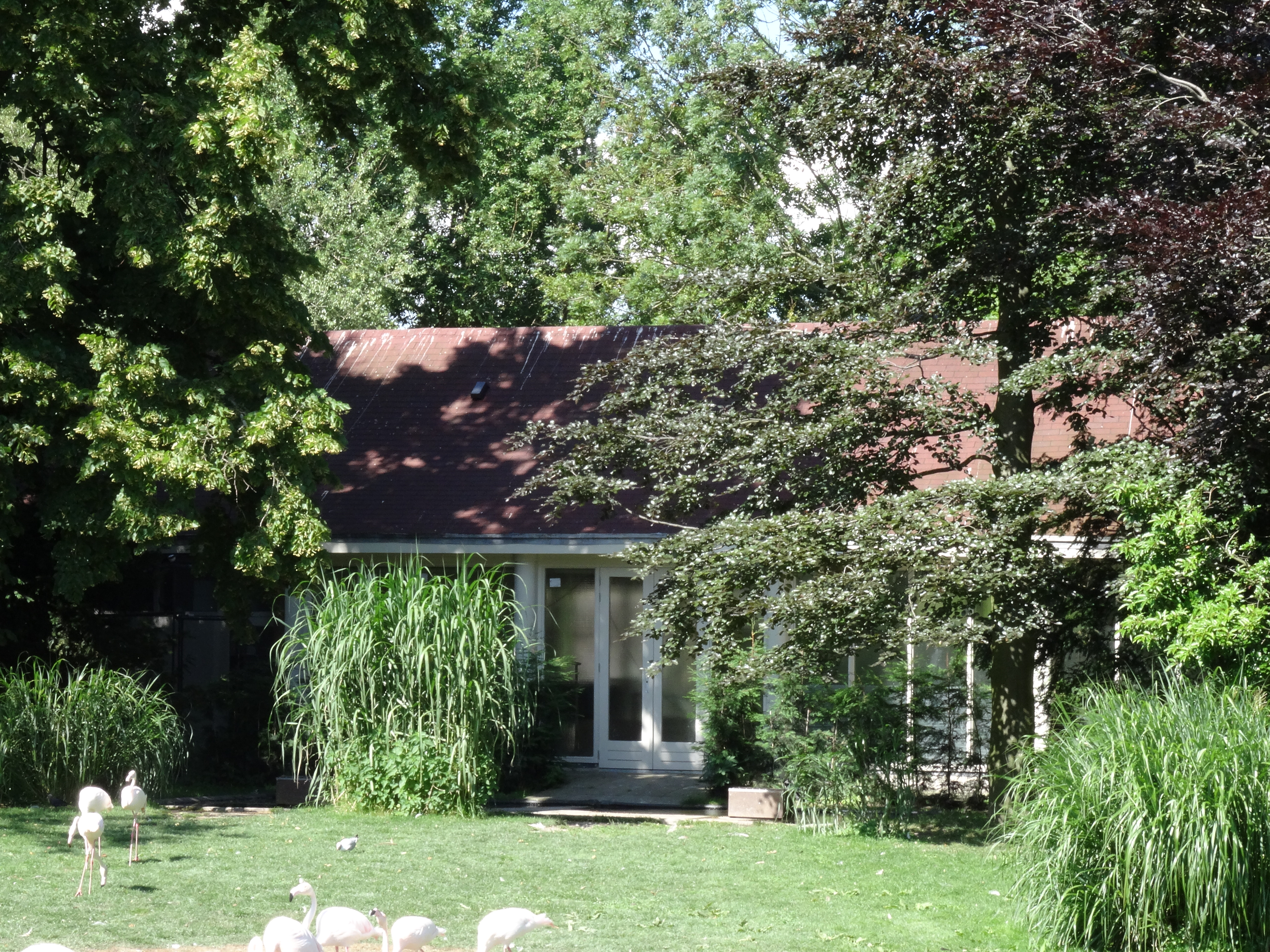
Centrale deel
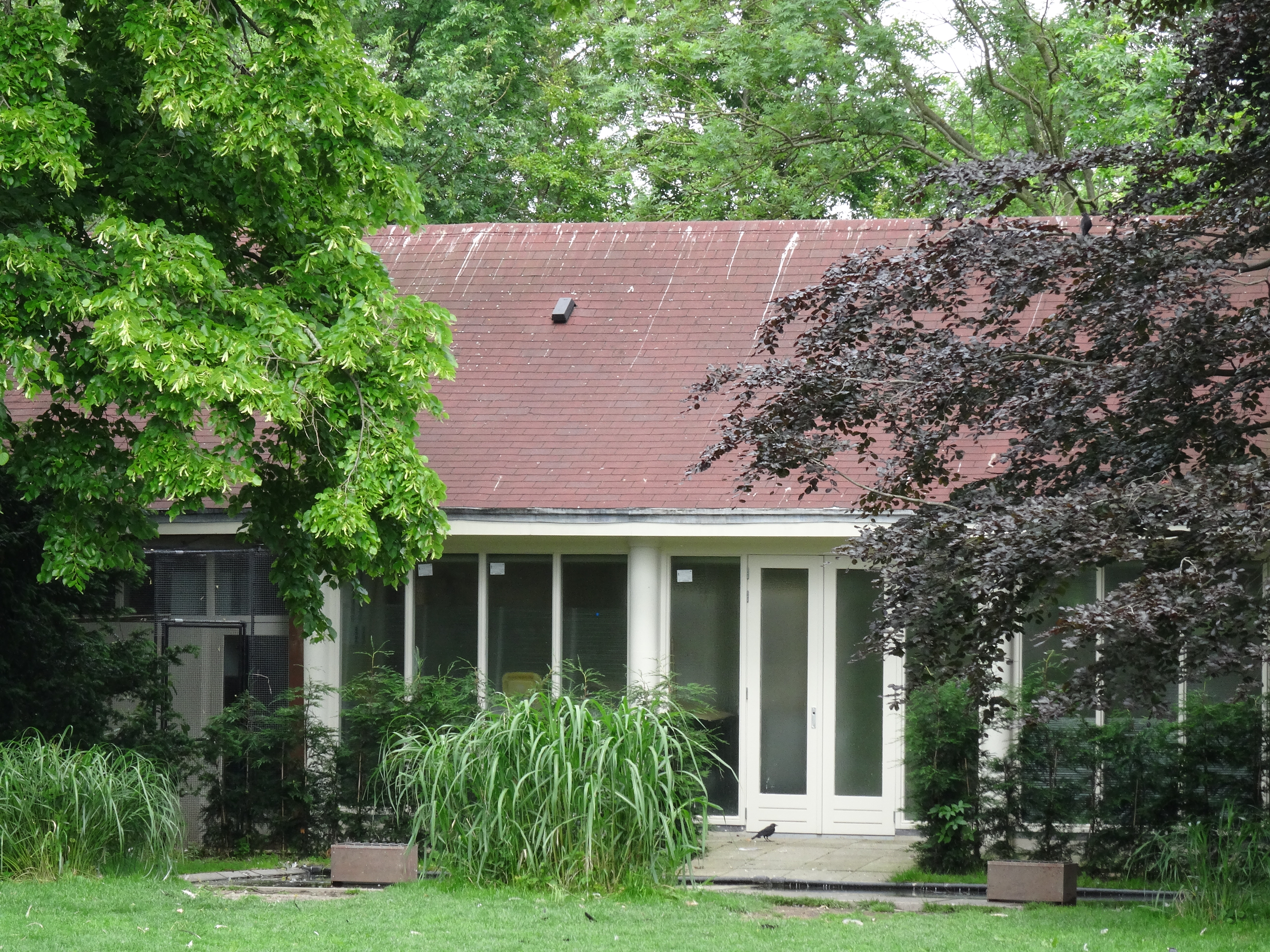
Centrale deel
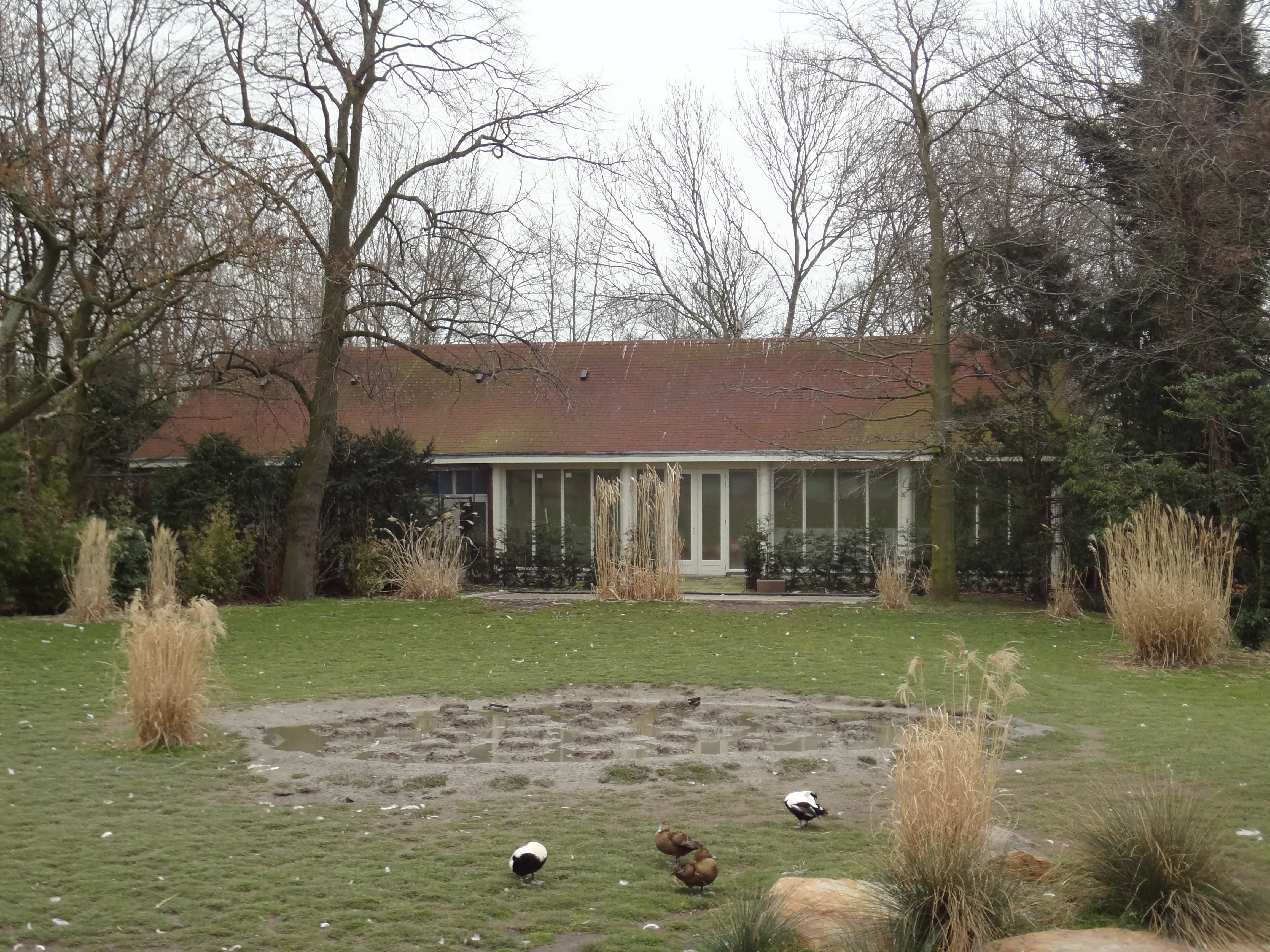
Het gebouw op een bewolkte dag